# Mount Leonard
Mount Leonard és una població dels Estats Units a l'estat de Missouri. Segons el cens del 2000 tenia 123 habitants.

## Demografia
Segons el cens del 2000, Mount Leonard tenia 123 habitants, 38 habitatges, i 31 famílies. La densitat de població era de 474,9 habitants per km².
Dels 38 habitatges en un 42,1% hi vivien nens de menys de 18 anys, en un 65,8% hi vivien parelles casades, en un 15,8% dones solteres, i en un 18,4% no eren unitats familiars. En el 15,8% dels habitatges hi vivien persones soles el 7,9% de les quals corresponia a persones de 65 anys o més que vivien soles. El nombre mitjà de persones vivint en cada habitatge era de 3,24 i el nombre mitjà de persones que vivien en cada família era de 3,48.
Per edats la població es repartia de la següent manera: un 36,6% tenia menys de 18 anys, un 8,9% entre 18 i 24, un 23,6% entre 25 i 44, un 20,3% de 45 a 60 i un 10,6% 65 anys o més.
L'edat mediana era de 31 anys. Per cada 100 dones de 18 o més anys hi havia 95 homes.
La renda mediana per habitatge era de 20.833 $ i la renda mediana per família de 18.750 $. Els homes tenien una renda mediana de 18.125 $ mentre que les dones 13.906 $. La renda per capita de la població era de 7.405 $. Entorn del 46,2% de les famílies i el 48,4% de la població estaven per davall del llindar de pobresa.

## Poblacions més properes
El següent diagrama mostra les poblacions més properes.